# Saintes-Maries-de-la-Mer
Saintes-Maries-de-la-Mer (provansalsko Lei Santei Marias de la Mar) je pristaniško naselje in občina v jugovzhodnem francoskem departmaju Bouches-du-Rhône regije Provansa-Alpe-Azurna obala. Leta 2006 je naselje imelo 2.341 prebivalcev.

## Geografija
Kraj je središče pokrajine Camargue, vzhodno od izliva Male Rone v Sredozemsko morje. Njegova občina, v njej je tudi večja laguna Étang de Vaccarès, je po površini druga v celinski Franciji, takoj za sosednjim 38 km oddaljenim Arlesom.

## Uprava
Saintes-Maries-de-la-Mer je sedež istoimenskega kantona, vključenega v okrožje Arles.

## Zanimivosti
- utrjena romarska cerkev svetih Marij: Marije Magdalene, Marije Salome in Marije, Jakobove matere, čigar relikvije so osrednja točka romarskega čaščenja. Po francoski legendi naj bi po Jezusovem križanju izplule iz Aleksandrije skupaj z Jožefom iz Arimateje in prispele na obalo Francije pri kraju oppidum Ra, sedanjem Saintes-Maries-de-la-Mer. V kraju se vsako leto zberejo Romi na festivalu v čast sv. Sare (Sara-la-Kali oz. črna Sara), domnevno služkinje ene od treh Marij.